# Calle 90–Avenida Elmhurst (línea Flushing)
 Calle 90–Avenida Elmhurst es una estación en la línea Flushing del Metro de Nueva York de la A del Interborough Rapid Transit Company (IRT). La estación se encuentra localizada en el distrito Elmhurst, Queens entre la Calle 90, la Avenida Elmhurst y la Avenida Roosevelt. La estación es servida todo el tiempo por los trenes del servicio <7>.

## Enlaces externos

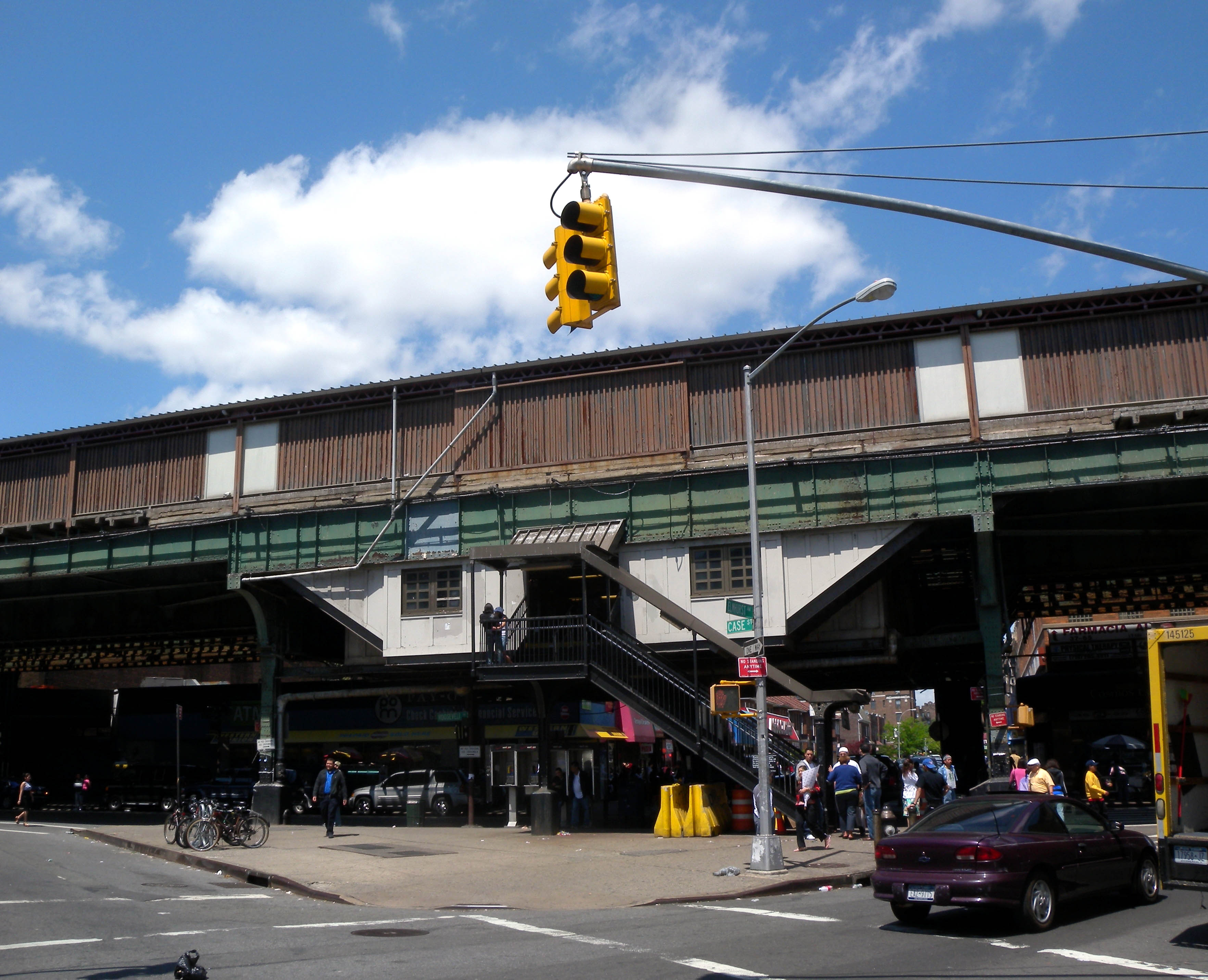
Desde la calle